# Операција Линколн
Операција Линколн је била програм ЦИА-е. У оквиру операције су путници у Совјетски Савез били информисани и обучавани а затим би по повратку у САД подносили извештај.
Операција Линколн почела је касних 1950-их. У првој фази, ЦИА је обучавала научнике да спроводе шпијунажу у Совјетском Савезу. Имали су потешкоћа да регрутују корисне учеснике, посебно зато што су многи научници били забринути због потенцијалних последица „шпијунирања“ на њихове каријере. Од 4.000 путника које су панализирали, ЦИА је одабрала учеснике који говоре матерњи језик, посебно оне са знањем у области технике и науке. Седамдесет цивилних агената послато је у СССР 1959. да прикупљају информације о совјетској ракетној индустрији. Године 1960. послато је још 100 агената. Ова прва фаза омогућила је ЦИА-и да мапира до тада непознату мрежу противавионских пројектила.
У-2 криза 1960. утицао је на Совјетски Савез да уведе политику као што је ограничавање фотографисања туриста. Као резултат тога, ЦИА је 1961. започела другу фазу операције Линколн, коју су дефинисали као „пријатељски разговор до тачке откривања нечег корисног“. Под дирекцијом обаветашјног официра Елоиз Пејџ, научници су били охрабрени да прикупљају техничке податке током својих одмора у Совјетском Савезу.  Пејџ је инсистирала да научници не користе скривене камере или тајне белешке. ЦИА је спровела опсежне провере свих учесника како би потврдила да су погодни за операцију и како би се уверила да ниједан совјетски агент није био укључен. Један од учесника волонтера био је Џон Стајнбек, међутим Пејџ је желела да се операција у фокус стави научнике.
„Туристи“ су током Операције Линколн пре путовања пролазили брифинге и контраобавештајну обуку. Сваки учесник је добио основне информације о совјетским научницима које би могли срести. Од 55 учесника који су интервјуисани 1960. године, 34 су вратили обавештајне податке о локацијама противваздушних ракета, рутама летова и техничким детаљима о ракетном наоружању. 
Операција Линколн постала је један од најуспешнијих програма за прикупљање обавештајних података о Совјетима и совјетскох техници и технологији.